# Bisetocreagris philippinensis
Bisetocreagris philippinensis är en spindeldjursart som först beskrevs av Beier 1931.  Bisetocreagris philippinensis ingår i släktet Bisetocreagris och familjen helplåtklokrypare. Inga underarter finns listade.